# 아키타 TV

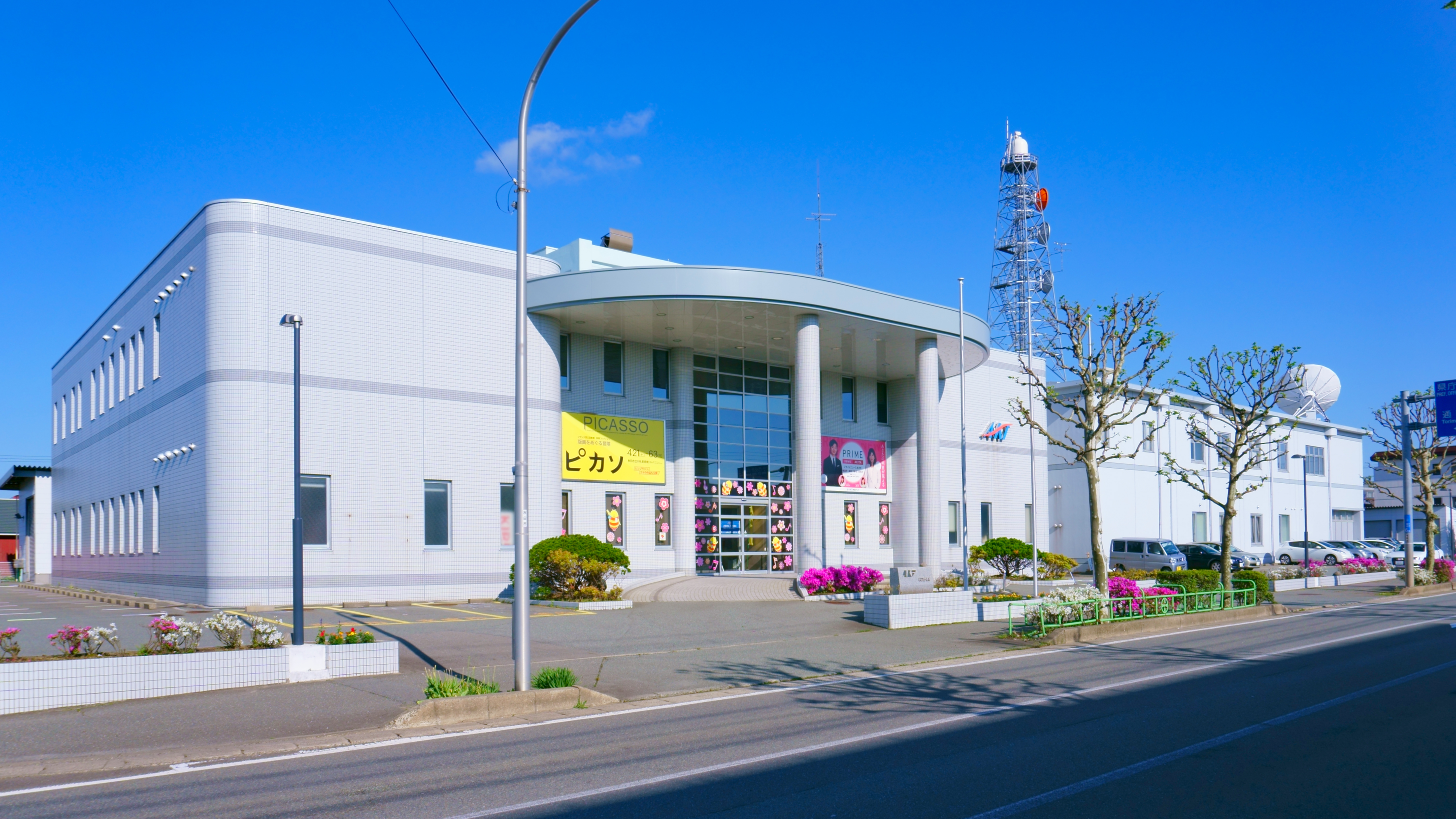

아키타 TV는 1969년 12월 1일 아키타현의 2번째 민영방송국으로 개국했다.
약칭은 AKT, 콜사인은 JOBI-DTV이다.

## 연혁
- 1968년 11월 1일 - 텔레비전 예비 면허 부여
- 1968년 12월 27일 - 아키타 UHF 텔레비전 주식회사 설립.
- 1969년 5월 30일 - 아키타 텔레비전 주식회사로 회사명 변경.
- 1969년 12월 1일 - 아키타현 2번째 민영 텔레비전 방송국으로서 개국했으며(아오모리 TV, TV 이와테, 미에 TV 방송과 같은 날) 동시에 컬러 텔레비전 방송 실시.
- 1980년 7월 3일 - 텔레비전 음성다중방송 개시.
- 1987년 3월 31일 - ANN이탈(이후 5년 반 동안 아키타현은 ANN 공백지대으며 5년 반 후 1992년 10월 1일 아키타 아사히 방송이 개국했지만 일부 TV아사히계 프로그램은 사정상 종료할 수 없어서 계속 방송했다.)
- 1999년 12월 1일 - 개국 30주년을 맞이한다.
- 2006년 7월 25일 - 지상파 디지털 텔레비전 시험방송 개시.
- 2006년 9월 5일 - 지상파 디지털 텔레비전 방송 본면허가 교부된다.
- 2006년 10월 1일 - 지상파 디지털 텔레비전 본방송 개시
- 2011년 7월 24일 - 지상파 아날로그 텔레비전 방송 종료.

## 네트워크의 변천
- 1969년 12월 1일 - 후지 TV·NET-TV 크로스 네트워크 방송국으로서 개국하였으며 후지 뉴스 네트워크·FNS에 가맹.
- 1981년 - ANN에 정식 가맹.
- 1987년 4월 1일 - ANN을 탈퇴하면서 TV 아사히계열 프로그램이 아키타 방송으로 이행하면서 후지 TV 완전가맹국이 되지만 일부 TV아사히 프로그램은 계속 방송했다.
- 1992년 10월 1일 - 아키타 아사히 방송 개국에 의해 일부 남아 있던 TV 아사히 프로그램이 중단되면서 후지 TV 완전가맹국이 된다.

## 특징
- 아키타 방송과 마찬가지로 아키타 사키가케 신문계열의 회사이다.
- 아키타 현에서는 지금도 TBS계열국이 없기 때문에 아키타 방송보다는 적지만 TBS계열 프로그램도 프로그램 판매형태로 방송이 계속되고 있다.
- 1987년 4월 ANN네트워크를 탈퇴했다.
- 수학여행 시즌에는 각 학교 수학여행단의 이동정보 등을 CM형태로 방송하고 있으며 현재 일본의 방송국 중에서 이와같은 이동정보 안내 광고를 하는 방송국은 아키타TV와 아키타 방송밖에 없다.
- 매년 6월(혹은 7월)경에 프로야구팀 초청경기를 주최하고 있다.
- 간사이 TV 방송의 프로그램을 많이 방송한다.
- 현재 강릉문화방송과 자매결연을 맺은 상태이다.

## 아키타현에 있는 다른 텔레비전·라디오 방송국
- NHK 아키타 방송국
- 아키타 방송(ABS)(TV는 니혼 TV 계열, 라디오는 JRN&NRN계열)
- 아키타 아사히 방송(AAB)(TV 아사히 계열)
- FM아키타(JFN 계열)